# Coalició per l'Europa dels Pobles
Coalició per l'Europa dels Pobles va ser el nom que va adoptar una coalició electoral nacionalista formada a Espanya per a presentar-se a les Eleccions al Parlament Europeu de 1987, les primeres que se celebraven a Espanya, i a les posteriors de 1989. Més endavant els components variarien en coalicions semblants.

## Història
Els seus integrants eren tres partits nacionalistes i d'esquerres. Es tractava d'Eusko Alkartasuna (EA), Esquerra Republicana de Catalunya (ERC) i el Partit Nacionalista Gallec (PNG). La candidatura l'encapçalava Carlos Garaikoetxea (EA), seguit d'Heribert Barrera (ERC). La coalició va obtenir 326.911 vots arreu d'Espanya (1,7%), sent la setena força política i obtenint un eurodiputat dels 60 en joc.
La coalició va obtenir els seus millors resultats al País Basc (172.411 vots, 16,06% a la comunitat autònoma), Catalunya (112.107 vots, 3,7%) on es presentava com Per l'Europa de les Nacions, Navarra (18.991 vots, 6,74%) i Galícia (12.277 vots, 1,0%) on es presentava com Pola Europa dos Pobos, sense sobrepassar el 0,2% a cap altra comunitat autònoma.
L'únic diputat de la coalició, Carlos Garaikoetxea, es va integrar en el grup Arc de Sant Martí.
A les eleccions europees de 1989 els tres partits van tornar a repetir coalició, i els tres caps de llista foren Carlos Garaikoetxea (EA), Heribert Barrera (ERC) i Antonio Olives (PNG). La coalició va obtenir aquest cop 238.909 vots (1,51% del total de l'Estat) i un eurodiputat dels 60 en joc. La coalició va obtenir els seus millors resultats al País Basc (125.227 vots, 13,0%), Catalunya (78.408 vots, 3,29%), Navarra (14.280 vots, 6,23%) i Galícia (12.906 vots, 1,38%), sense sobrepassar el 0,2% a cap altra comunitat autònoma.
D'acord amb els pactes de coalició, s'establiren dos torns. El primer fou ocupat pel cap de llista, Carlos Garaikoetxea, mentre que el segon ho fou pel número dos, Heribert Barrera. Carlos Garaikoetxea (25 de juliol de 1989 - 14 de març de 1991) s'integrà en el grup Arc de Sant Martí. Heribert Barrera (21 de març de 1991 - 18 de juliol de 1994) s'integrà també en el grup Arc de Sant Martí.

## Integrants
| Party | Party                                                |
| ----- | ---------------------------------------------------- |
|       | Eusko Alkartasuna (EA)                               |
|       | Esquerra Republicana de Catalunya (ERC)              |
|       | Partido Nacionalista Galego-Partido Galeguista (PNG) |

## Resultats electorals
| Parlament Europeu |                                            |               |      |        |     |
| Any               | Llista                                     | Vots          | %    | Escons | +/- |
| 1987              | Coalició per l'Europa dels Pobles          | 326,911 (#7)  | 1.70 | 1 / 60 | Nou |
| 1989              | Coalició per l'Europa dels Pobles          | 238.909 (#11) | 1.51 | 1 / 60 | =   |
| 1994              | Per l'Europa dels Pobles                   | 239.339 (#6è) | 1,20 | 0 / 64 | 1   |
| 1999              | Coalició Nacionalista - Europa dels Pobles | 613.968 (#6è) | 2,90 | 2 / 64 | 2   |
| 2004              | Europa dels Pobles                         | 380,709 (#5è) | 2.45 | 1 / 54 | 1   |
| 2009              | Europa dels Pobles                         | 391.962 (#6è) | 2,50 | 1 / 54 | =   |